# ウラジーミル・ペニアコフ
ウラジーミル・ペニアコフ DSO MC（Vladimir Peniakoff, 1897年3月30日 - 1951年5月14日）は、イギリスの軍人。ポプスキー (Popski) の愛称でも知られる。ポプスキー私兵団 (Popski's Private Army) として知られる特殊部隊を率いた。最終階級は中佐。

## 経歴
ウラジーミル・ペニアコフはベルギーにてユダヤ系ロシア人の両親の元に生を受けた。1914年、イギリス・ケンブリッジ大学セント・ジョンズ・カレッジに入学する。著書『Popski's Private Army』の中で、彼は自らの学生時代について「私の早熟な脳みそに知識を押しこむべく、私は何年も少なくとも3名の講師を常に雇っていた。」と述べている。当初、第一次世界大戦には道義上の理由から疑問を抱いていたものの、4学期の学生生活の中でバートランド・ラッセルからの影響もあり英国政府当局の主張に理解を示すようになった。しかし、多くの友人たちと異なり、イギリス陸軍の長い訓練期間を嫌った彼はフランス陸軍の砲兵隊に兵卒 (private) として入隊したのである。その後、彼は前線で負傷し、休戦後にイギリス本国へ送還された。
戦後、ペニアコフはグルノーブルにて機械技師の資格を取得する。彼は父親の化学工場で働いていたが、1924年にはエジプトに移り砂糖精製所を創業した。その後の15年間、彼はアルプス山脈に登ったり、軽飛行機の操縦資格を得て中東方面を飛行するなど様々に余暇を満喫した。また砂漠の探検にも乗り出し、多くのアラブ部族と出会い、その歴史や地理について学んだという。その後、王立地理学会の研究員となった。またこの時期にジョセフェ・セーゼンス (Josephe Ceysens) と結婚しており、1930年と1932年には娘のオルガ (Olga) とアン (Anne) がそれぞれ生まれている。
1940年10月4日、総予備軍団 (General Service Corps, GSC) 付の少尉 (second lieutenant)として英陸軍に召集され、リビア・アラブ軍 (Libyan Arab Force) に派遣される。GSCは有事において一般部隊に所属しない特技を有する予備役将校を所属させるために設置される部署である。この召集に伴い、彼はジョセフェと離婚した上で家族を南アフリカに移住させている。1942年10月、ポプスキー私兵団として知られる特殊部隊を編成する。彼はこの部隊を率いて様々な作戦に参加していくことになる。
1942年11月25日、戦功十字章(MC) を受章。さらに1945年4月26日には殊功勲章 (DSO) を受章した。1947年、ベルギーの椰子葉付王冠勲章士官級(Officier de l'Ordre de la Couronne avec Palme) および椰子葉第二次世界大戦戦功十字章(Croix de Guerre 1940 avec Palme) を受章した。
第二次世界大戦後、ポプスキー私兵団は解散した。1948年4月2日、パメラ・ファース (Pamela Firth) と結婚。その後、ペニアコフは中佐 (Lieutenant-Colonel) に昇進し、ウィーン駐在の英露連絡将校として勤務した。動員解除後は正式にイギリス国籍を取得し、作家やニュースキャスターとして働いた。彼が著したポプスキー私兵団に関する書籍『Popski's Private Army』はベストセラーになったものの、その後まもなく深刻な脳腫瘍が発見される。そして1951年5月15日に死去し、サフォークのウィクソウに埋葬された。彼の死後、妻パメラは『Time』誌の編集者トーマス・スタンレー・マシューズ (Thomas Stanley Matthews) と再婚した。パメラは2005年12月5日に死去し、ペニアコフの隣に埋葬された。